# Neocorvicoana reticulata
Neocorvicoana reticulata är en skalbaggsart som beskrevs av Kirby 1818. Neocorvicoana reticulata ingår i släktet Neocorvicoana och familjen Cetoniidae. Inga underarter finns listade i Catalogue of Life.